# Bottas Fledermaus
Bottas Fledermaus (Eptesicus bottae), auch Botta-Breitflügelfledermaus genannt, gehört innerhalb der Fledermäuse zu der Familie der Glattnasen (Vespertilionidae). Sie ist im arabischen Raum von der Türkei bis Vorderasien verbreitet.

## Merkmale
Bottas Fledermaus ist eine mittelgroße Fledermaus mit einer Kopf-Rumpf-Länge von 48 bis 64 Millimeter bei einem Gewicht von 12 bis 23 Gramm. Der Schwanz erreicht eine Länge von 35 bis 44,5 mm und die Spannweite beträgt 27 bis 33 Zentimeter bei einer Unterarmlänge von 40 bis 50 mm.
Das Fell der Fledermaus ist schwarzbraun und besitzt an der Oberseite silberweiße Spitzen, die ihm ein „bereiftes“ oder „schimmeliges“ Aussehen geben. Die Unterseite ist weißgrau mit fast reinweißer Kehle und dadurch scharf gegen die Oberseite abgegrenzt. Die Schnauze, die Ohren und die Flughäute sind schwarzbraun. Die Jungtiere sind heller als die Alttiere und wirken am Rücken silbrig-weiß, während der Bauch gelblichweiß ist.
Die Ohren sind kurz, breit und rundlich. Sie erreichen eine Länge von 12 bis 18,8 mm und besitzen am hinteren Ohrrand 4 Querfalten. Der Tragus ist kurz und verbreitert sich nach oben, wodurch er seine größte Breite im 2. Drittel der Höhe erreicht. Die Flügel sind schmal und die Armflughaut setzt an der Zehenwurzel an. Die Schwanzflughaut besitzt ein deutliches Epiblema mit gut sichtbarem Steg und der Calcar (Sporn) ist länger als die Hälfte der Schwanzflughautlänge. Die Schwanzspitze liegt mit 3,5 bis 5 mm mit den letzten beiden Schwanzwirbeln frei.

## Verbreitung und Lebensraum
Das Verbreitungsgebiet von Bottas Fledermaus zieht sich von der südlichen Türkei über Syrien, Jordanien und Israel entlang der West- und Südküste der Arabischen Halbinsel bis zu Oman und den Vereinigten Arabischen Emiraten. Zudem reicht es vom Schwarzen Meer (Georgien) und dem Irak über den Iran und entlang der Küste des Kaspischen Meeres über Turkmenistan und Usbekistan bis in das südliche Kasachstan, das nördliche Afghanistan, Tadschikistan und Kirgisistan. In Europa wurde die Art auf der griechischen Insel Rhodos nachgewiesen und es wird vermutet, dass sie auch auf den weiteren vorgelagerten griechischen Inseln anzutreffen sein müsste.
Als Lebensraum bevorzugen die Fledermäuse semiaride Tieflandgebiete mit steppenartigem Charakter, wobei sie jedoch auch in den Gebirgen bis 1850 Meter Höhe in Kurdistan und 2100 Meter Höhe in Oman vorkommen. Sie bewohnen natürliche Höhlen und Spalten wie auch Ruinen und Gebäude.

## Lebensweise
Die Fledermaus jagt bei Dunkelheit vor allem relativ hoch in offenem Gelände, aber auch niedrig über der Vegetation oder im Licht von Straßenlaternen. Der Flug der Tiere ist schnell mit raschen Wendungen.
Im Sommer bewohnt die Art Spalten an Gebäuden und Felsen. Die Weibchen bringen ein bis zwei Jungtiere zur Welt, die Jungtiere sind ab Juli flugfähig. Über die Winterquartiere liegen keine genaueren Daten vor.

## Systematik

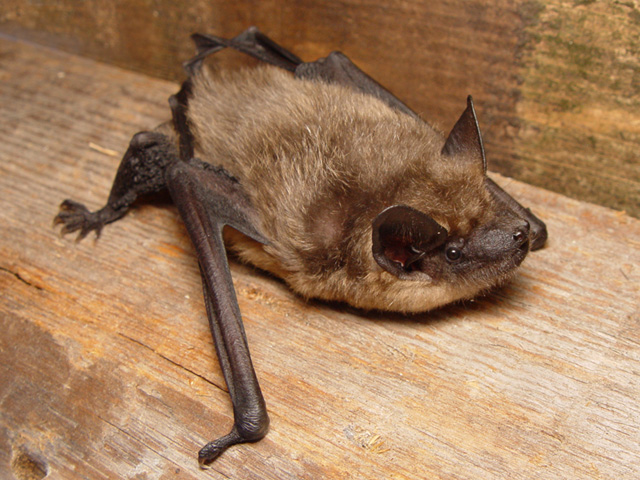
Die nahe verwandte Breitflügelfledermaus (Eptesicus serotinus)

Bottas Fledermaus wird der Gattung der Breitflügelfledermäuse (Eptesicus) zugeordnet, die weltweit aus 32 Arten besteht. In Europa leben aus dieser Gattung die Breitflügelfledermaus (E. serotinus) sowie die Nordfledermaus (E. nilssoni).

## Bedrohung und Schutz
Die Art wird von der International Union for Conservation of Nature and Natural Resources (IUCN) global aufgrund des großen Verbreitungsgebietes und der Populationsgröße als „nicht gefährdet“ (Least concern) eingeschätzt. Ein Rückgang der Population und größere Bedrohung der Art sind nicht bekannt.

## Belege
1. 1 2 3 4 5 6 7 8  Wilfried Schober, Eckhard Grimmberger: Die Fledermäuse Europas – Kennen, bestimmen, schützen. 2. aktualisierte Auflage, Franckh-Kosmos Verlags-GmbH, Stuttgart 1998; Seiten 163–164. ISBN 3-440-07597-4.
2. 1 2 3  Eptesicus bottae in der Roten Liste gefährdeter Arten der IUCN 2011. Eingestellt von: Aulagnier, S., Karataş, A. & Tsytsulina, K., 2008. Abgerufen am 17. Dezember 2011.
3. ↑  Otto von Helversen: Eptesicus bottae (Mammalia, Chiroptera) auf der Insel Rhodos. Bonner zoologische Beiträge 48 (1998), S. 113–121 (Volltext (Seite nicht mehr abrufbar, festgestellt im April 2018. Suche in Webarchiven)  Info: Der Link wurde automatisch als defekt markiert. Bitte prüfe den Link gemäß Anleitung und entferne dann diesen Hinweis.; PDF; 424 kB)